# 誰より君が好き
『誰より君が好き』（だれよりきみがすき）は、美元智衣の3枚目のミニアルバム。

## 内容
配信限定シングル6曲と配信限定アルバム2曲を構成した約2年ぶりのCD方式のミニ・アルバム。「ありがとう」をテーマにして制作。

## 収録曲
1. 雪空 ～今 会いたくて～
2. 君と過ごした季節
3. キミだけのRainbow
4. アイの島
5. 誰より君が好き
6. 夏夜空 ～君のいない夜～
7. 願い雪
8. 絵の具箱 ～Dear My Daddy～

作詞・作曲：美元智衣(#ALL)
編曲：Jamie Nakamura(#1, 2)、池田大介(#3 - 8)

## レコーディング参加
- 増崎孝司（DIMENSION） - ギター(#3)